# Benvenuti (cognome)
Benvenuti è un cognome di lingua italiana.

## Varianti
Begnudelli, Benvegnù, Benvenuto, Butelli, Buti, Butini, De Benvenuti, Gnudi, Gnuti, Gnutti, Nuti, Venutelli, Venuti, Venuto, Venutti, Vignutelli.

## Origine e diffusione
Cognome tipicamente panitaliano, è presente prevalentemente in Italia centro-settentrionale.
Potrebbe derivare dal prenome Benvenuto. È imparentato con i cognomi Bencivenga e Bennati, mentre non ha legami con il cognome Benevento.
La variante Benvegnù è veneta; Venuti è veneto, calabrese e siciliano; Nuti è toscano.

## Persone
- Giuseppe Benvenuti – militare italiano, medaglia d'oro al valor militare
- Guido Benvenuti – ex schermidore e dirigente sportivo italiano
- Jolanda Benvenuti – montatrice italiana